# A Ferencvárosi TC 1948–1949-es szezonja
A Ferencvárosi TC 1948–1949-es szezonja szócikk a Ferencvárosi TC első számú férfi labdarúgócsapatának egy szezonjáról szól, mely összességében és sorozatban is a 46. idénye volt a csapatnak a magyar első osztályban. A klub fennállásának ekkor volt az 50. évfordulója.

## Mérkőzések
| Színmagyarázat | Színmagyarázat |
| -------------- | -------------- |
|                | Győzelem.      |
|                | Döntetlen.     |
|                | Vereség.       |

### NB 1 1948–49

#### Őszi fordulók
| 1. forduló 1948. augusztus 29. |

| Salgótarjáni BTC | 1 – 3               | Ferencváros                    |
| ---------------- | ------------------- | ------------------------------ |
| Csuberda 19'     | (1 – 3) Jegyzőkönyv | Deák 4' Mészáros 8' Kocsis 16' |

| Salgótarján Nézőszám: 5 000 Játékvezető: Barna Béla (magyar) |

| 2. forduló 1948. szeptember 5. |

| Kispesti Textil SE         | 1 – 5               | Ferencváros                                            |
| -------------------------- | ------------------- | ------------------------------------------------------ |
| Forgács 1' Steinhacker 70′ | (1 – 2) Jegyzőkönyv | Budai 14' Deák 33' Czibor 62' 64' Kocsis 76' Lakat 70′ |

| Budapest Nézőszám: 8 000 Játékvezető: Hertzka Pál (magyar) |

| 3. forduló 1948. szeptember 12. |

| Szentlőrinci AC | 0 – 5               | Ferencváros                    |
| --------------- | ------------------- | ------------------------------ |
|                 | (0 – 2) Jegyzőkönyv | Deák 21' 41' 73' 89' Szabó 47' |

| Budapest Nézőszám: 8 000 Játékvezető: Kern Imre (magyar) |

| 4. forduló 1948. szeptember 26. |

| Szegedi AK | 0 – 7               | Ferencváros                                             |
| ---------- | ------------------- | ------------------------------------------------------- |
|            | (0 – 3) Jegyzőkönyv | Deák 12' 23' 60' 76' Mészáros 26' Czibor 69' Kocsis 89' |

| Szeged Nézőszám: 12 000 Játékvezető: Palásti Ferenc (magyar) |

| 5. forduló 1948. október 9. |

| Ferencváros                            | 5 – 1               | Szombathelyi VSE |
| -------------------------------------- | ------------------- | ---------------- |
| Deák 10' 75' Czibor 52' 90' Kocsis 77' | (1 – 1) Jegyzőkönyv | Hegedűs 4'       |

| Üllői út, Budapest Nézőszám: 15 000 Játékvezető: Révész László (magyar) |

| 6. forduló 1948. október 17. |

| Erzsébet–Soroksár | 0 – 6       | Ferencváros                                             |
| ----------------- | ----------- | ------------------------------------------------------- |
|                   | Jegyzőkönyv | Mészáros 9' 36' Rudas 67' Czibor 71' Deák 81' Budai 83' |

| Budapest Nézőszám: 4 000 Játékvezető: Dankó György (magyar) |

| 7. forduló 1948. november 14. |

| Ferencváros  | 2 – 1               | MATEOSZ MSE |
| ------------ | ------------------- | ----------- |
| Deák 48' 62' | (0 – 1) Jegyzőkönyv | Szabó 3'    |

| Üllői út, Budapest Nézőszám: 30 000 Játékvezető: Barna Béla (magyar) |

- Elhalasztott mérkőzés.

| 8. forduló 1948. október 31. |

| FC Tatabánya | 0 – 5               | Ferencváros                           |
| ------------ | ------------------- | ------------------------------------- |
|              | (0 – 0) Jegyzőkönyv | Budai 53' Deák 56' 73' 85' Kocsis 67' |

| Városi Stadion, Tatabánya Nézőszám: 12 000 Játékvezető: Dorogi Andor (magyar) |

| 9. forduló 1948. november 1. |

| Ferencváros                                                                                        | 13 – 0              | Győri ETO  |
| -------------------------------------------------------------------------------------------------- | ------------------- | ---------- |
| Kocsis 10' 13' 42' 54' 90' Deák 19' 30' 78' 86' 90+2' Gőcze 24' (öngól) Nagy 73' (öngól) Szabó 88' | (6 – 0) Jegyzőkönyv | Bányik 17′ |

| Üllői út, Budapest Nézőszám: 20 000 Játékvezető: Somogyi Ernő (magyar) |

| 10. forduló 1948. november 21. |

| Ferencváros             | 2 – 1               | Kispesti AC |
| ----------------------- | ------------------- | ----------- |
| Czibor 51' Kispéter 55' | (0 – 1) Jegyzőkönyv | Cserjés 42' |

| Üllői út, Budapest Nézőszám: 25 000 Játékvezető: Szigeti György (magyar) |

| 11. forduló 1948. november 28. |

| Ferencváros                                 | 4 – 2               | Vasas                         |
| ------------------------------------------- | ------------------- | ----------------------------- |
| Deák 18' 39' Czibor 54' Budai 89' Szabó 76′ | (2 – 2) Jegyzőkönyv | Szilágyi 8' Illovszky 38' 76′ |

| Üllői út, Budapest Nézőszám: 37 000 Játékvezető: Kőhalmi Ferenc (magyar) |

| 12. forduló 1948. december 26. |

| Újpest                    | 3 – 5               | Ferencváros                            |
| ------------------------- | ------------------- | -------------------------------------- |
| Várnai 35' 37' Szusza 87' | (2 – 2) Jegyzőkönyv | Deák 14' 28' 85' Kocsis 77' Czibor 72' |

| Megyeri út, Újpest Nézőszám: 22 000 Játékvezető: Kamarás Árpád (magyar) |

- Elhalasztott mérkőzés.

| 13. forduló 1948. december 8. |

| Csepel SC                   | 2 – 6               | Ferencváros                               |
| --------------------------- | ------------------- | ----------------------------------------- |
| Keszthelyi 32' Fenyvesi 88' | (1 – 2) Jegyzőkönyv | Deák 18' 60' Kocsis 30' 46' 76' Budai 52' |

| Béke téri stadion, Csepel Nézőszám: 15 000 Játékvezető: Dorogi Andor (magyar) |

| 14. forduló 1948. december 12. |

| MTK         | 1 – 1               | Ferencváros |
| ----------- | ------------------- | ----------- |
| Hegedűs 52' | (0 – 0) Jegyzőkönyv | Kocsis 81'  |

| Megyeri út, Újpest Nézőszám: 30 000 Játékvezető: Sipos Szilárd (magyar) |

| 15. forduló 1948. december 19. |

| Goldberger AC | 1 – 7               | Ferencváros                                                         |
| ------------- | ------------------- | ------------------------------------------------------------------- |
| Varga 88'     | (0 – 5) Jegyzőkönyv | Moharos 2' (öngól) Kocsis 15' 44' 52' Budai 41' Czibor 42' Deák 72' |

| Budapest Nézőszám: 8 000 Játékvezető: Kern Imre (magyar) |

#### Tavaszi fordulók
| 16. forduló 1949. február 20. |

| MATEOSZ MSE | 1 – 5               | Ferencváros                          |
| ----------- | ------------------- | ------------------------------------ |
| Zsolnai 22' | (1 – 2) Jegyzőkönyv | Deák 2' 51' 87' Czibor 8' Kocsis 84' |

| Megyeri út, Újpest Nézőszám: 20 000 Játékvezető: Kamarás Árpád (magyar) |

| 17. forduló 1949. február 27. |

| Ferencváros            | 3 – 0               | Erzsébet–Soroksár |
| ---------------------- | ------------------- | ----------------- |
| Rudas 16' Deák 19' 42' | (3 – 0) Jegyzőkönyv |                   |

| Üllői út, Budapest Nézőszám: 18 000 Játékvezető: Kern Imre (magyar) |

| 18. forduló 1949. március 6. |

| Szombathelyi VSE | 0 – 4               | Ferencváros                 |
| ---------------- | ------------------- | --------------------------- |
|                  | (0 – 2) Jegyzőkönyv | Czibor 22' 74' Deák 44' 60' |

| Rohonci úti stadion, Szombathely Nézőszám: 8 000 Játékvezető: Barna Béla (magyar) |

| 19. forduló 1949. március 12. |

| Ferencváros                                              | 9 – 2               | Szegedi AK                     |
| -------------------------------------------------------- | ------------------- | ------------------------------ |
| Kocsis 3' 80' Deák 4' 39' 55' 85' Rudas 6' Budai 72' 89' | (4 – 2) Jegyzőkönyv | Nagy 18' Laczi 44' Ladányi 61′ |

| Üllői út, Budapest Nézőszám: 20 000 Játékvezető: Bihari Sándor (magyar) |

| 20. forduló 1949. március 20. |

| Ferencváros  | 2 – 1               | Szentlőrinci AC |
| ------------ | ------------------- | --------------- |
| Deák 14' 23' | (2 – 1) Jegyzőkönyv | Bihari 33'      |

| Üllői út, Budapest Nézőszám: 25 000 Játékvezető: Temesi Lajos (magyar) |

| 21. forduló 1949. március 26. |

| Ferencváros                                              | 8 – 0               | Kispesti Textil SE |
| -------------------------------------------------------- | ------------------- | ------------------ |
| Kocsis 16' 86' Budai 38' Deák 47' 55' 64' 80' Czibor 72' | (2 – 0) Jegyzőkönyv |                    |

| Üllői út, Budapest Nézőszám: 12 000 Játékvezető: Svara László (magyar) |

| 22. forduló 1949. április 3. |

| Ferencváros                                    | 7 – 1               | Salgótarjáni BTC |
| ---------------------------------------------- | ------------------- | ---------------- |
| Deák 16' 18' 54' Czibor 21' 63' Kocsis 50' 80' | (3 – 0) Jegyzőkönyv | Csuberda 52'     |

| Üllői út, Budapest Nézőszám: 12 000 Játékvezető: Kristóf Tibor (magyar) |

| 23. forduló 1949. április 24. |

| Ferencváros         | 2 – 0               | Goldberger AC |
| ------------------- | ------------------- | ------------- |
| Budai 60' Rudas 64' | (0 – 0) Jegyzőkönyv |               |

| Üllői út, Budapest Nézőszám: 15 000 Játékvezető: Major László (magyar) |

| 24. forduló 1949. április 30. |

| Ferencváros          | 2 – 4               | MTK                                 |
| -------------------- | ------------------- | ----------------------------------- |
| Rudas 47' Czibor 74' | (0 – 0) Jegyzőkönyv | Hidegkuti 52' 79' Bosánszky 57' 62' |

| Megyeri út, Újpest Nézőszám: 40 000 Játékvezető: Palásti Ferenc (magyar) |

| 25. forduló 1949. május 14. |

| Ferencváros | 0 – 5       | Újpest                                       |
| ----------- | ----------- | -------------------------------------------- |
|             | Jegyzőkönyv | Várnai 2' Szűcs 22' Szusza 46' 52' Fejes 83' |

| Üllői út, Budapest Nézőszám: 34 000 Játékvezető: Dorogi Andor (magyar) |

| 26. forduló 1949. május 22. |

| Vasas            | 2 – 7               | Ferencváros                                  |
| ---------------- | ------------------- | -------------------------------------------- |
| Szilágyi 27' 62' | (1 – 3) Jegyzőkönyv | Kocsis 8' 70' 76' Deák 18' 60' Budai 20' 85' |

| Üllői út, Budapest Nézőszám: 35 000 Játékvezető: Kádár Béla (magyar) |

| 27. forduló 1949. május 26. |

| Győri ETO | 0 – 4               | Ferencváros                     |
| --------- | ------------------- | ------------------------------- |
|           | (0 – 2) Jegyzőkönyv | Deák 3' Budai 4' 78' Kocsis 50' |

| Győr Nézőszám: 10 000 Játékvezető: Bánkuti Andor (magyar) |

| 28. forduló 1949. május 29. |

| Kispesti AC | 1 – 4               | Ferencváros                        |
| ----------- | ------------------- | ---------------------------------- |
| Puskás 88'  | (0 – 2) Jegyzőkönyv | Budai 8' Kocsis 20' 86' Czibor 74' |

| Üllői út, Budapest Nézőszám: 25 000 Játékvezető: Dankó György (magyar) |

| 29. forduló 1949. június 26. |

| Ferencváros | 1 – 3               | Csepel SC                                 |
| ----------- | ------------------- | ----------------------------------------- |
| Deák 38'    | (1 – 0) Jegyzőkönyv | Keszthelyi 51' Marosvári 62' Fenyvesi 69' |

| Béke téri stadion, Csepel Nézőszám: 25 000 Játékvezető: Bánkuti Andor (magyar) |

| 30. forduló 1949. július 3. |

| Ferencváros                         | 6 – 2               | FC Tatabánya            |
| ----------------------------------- | ------------------- | ----------------------- |
| Deák 18' 75' 78' 80' Kocsis 31' 88' | (2 – 0) Jegyzőkönyv | Zsédely 49' Palotás 55' |

| Üllői út, Budapest Nézőszám: 26 000 Játékvezető: Sipos Szilárd (magyar) |

#### Végeredmény
| #  | Csapat               | J  | Gy | D | V  | Rg  | Kg  | Gk   | P  | Megjegyzés          |
| -- | -------------------- | -- | -- | - | -- | --- | --- | ---- | -- | ------------------- |
| 1  | Ferencvárosi TC      | 30 | 26 | 1 | 3  | 140 | 36  | +104 | 53 | Bajnok              |
| 2  | MTK                  | 30 | 18 | 6 | 6  | 91  | 38  | +53  | 42 |                     |
| 3  | Kispesti AC          | 30 | 19 | 3 | 8  | 94  | 46  | +48  | 41 |                     |
| 4  | Újpesti TE           | 30 | 18 | 5 | 7  | 89  | 47  | +42  | 41 |                     |
| 5  | Csepel SC            | 30 | 15 | 5 | 10 | 67  | 66  | +1   | 35 |                     |
| 6  | Szentlőrinci AC      | 30 | 13 | 8 | 9  | 39  | 44  | -5   | 34 |                     |
| 7  | Vasas SC             | 30 | 15 | 2 | 13 | 68  | 51  | +17  | 32 |                     |
| 8  | MATEOSZ MSE          | 30 | 12 | 5 | 13 | 67  | 53  | +14  | 29 |                     |
| 9  | Győri ETO            | 30 | 12 | 5 | 13 | 56  | 88  | -32  | 29 |                     |
| 10 | Szombathelyi Haladás | 30 | 11 | 6 | 13 | 56  | 60  | -4   | 28 |                     |
| 11 | Salgótarjáni BTC     | 30 | 10 | 6 | 14 | 58  | 69  | -11  | 26 |                     |
| 12 | Erzsébet–Soroksár    | 30 | 11 | 4 | 15 | 40  | 63  | -23  | 26 |                     |
| 13 | Tatabánya            | 30 | 9  | 3 | 18 | 53  | 87  | -34  | 21 | Kiestek az NB II-be |
| 14 | Szegedi AK           | 30 | 7  | 5 | 18 | 38  | 80  | -42  | 19 | Kiestek az NB II-be |
| 15 | Kispesti Textil SE   | 30 | 4  | 4 | 22 | 40  | 104 | -64  | 12 | Kiestek az NB II-be |
| 16 | Goldberger AC        | 30 | 4  | 4 | 22 | 24  | 88  | -64  | 12 | Kiestek az NB II-be |

#### Eredmények összesítése
Az alábbi táblázatban összesítve szerepelnek a Ferencvárosi TC 1948/49-es bajnokságban elért eredményei.
| Ősz/tavasz (forduló)    | Otthon | Otthon | Otthon | Otthon | Otthon | Otthon | Otthon | Idegenben | Idegenben | Idegenben | Idegenben | Idegenben | Idegenben | Idegenben |
| Ősz/tavasz (forduló)    | M      | GY     | D      | V      | LG–KG  | GK     | P      | M         | GY        | D         | V         | LG–KG     | GK        | P         |
| ----------------------- | ------ | ------ | ------ | ------ | ------ | ------ | ------ | --------- | --------- | --------- | --------- | --------- | --------- | --------- |
| Őszi szezon (1–15.)     | 5      | 5      | 0      | 0      | 26–5   | +21    | 10     | 10        | 9         | 1         | 0         | 50–9      | +41       | 19        |
| Tavaszi szezon (16–30.) | 10     | 7      | 0      | 3      | 40–18  | +22    | 14     | 5         | 5         | 0         | 0         | 24–4      | +20       | 10        |
| Összesen (1–30.)        | 15     | 12     | 0      | 3      | 66–23  | +43    | 24     | 15        | 14        | 1         | 0         | 74–13     | +61       | 29        |

### Egyéb mérkőzések
| 1948. július 25. |

| Vasas | 8 – 2 | Ferencváros |
| ----- | ----- | ----------- |
|       |       | Deák Szabó  |

| Megyeri út, Újpest |

| 1948. augusztus 1. |

| Ferencváros             | 5 – 1 | Jednota Košice |
| ----------------------- | ----- | -------------- |
| Kocsis Deák Szabó Budai |       |                |

| Budapest |

| 1948. augusztus 8. |

| Csepel SC | 4 – 5 | Ferencváros               |
| --------- | ----- | ------------------------- |
|           |       | Deák Kocsis Budai Horváth |

| Megyeri út, Újpest |

| 1948. augusztus 15. |

| MTK | 5 – 3 | Ferencváros |
| --- | ----- | ----------- |
|     |       | Deák Kéri   |

| Megyeri út, Újpest |

| 1948. augusztus 22. |

| Ferencváros     | 3 – 0 | Admira Wacker |
| --------------- | ----- | ------------- |
| Kocsis Deák ög' |       |               |

| Budapest |

| 1948. szeptember 29. |

| Budafoki MTE | 3 – 4 | Ferencváros             |
| ------------ | ----- | ----------------------- |
|              |       | Horváth Surányi Tihanyi |

| Budapest |

| 1948. október 2. |

| MATEOSZ MSE | 0 – 1 | Ferencváros |
| ----------- | ----- | ----------- |
|             |       | Horváth     |

| Sport utcai stadion, Budapest |

| 1948. október 13. |

| Ferencváros                                  | 9 – 0       | Roubaix Excelsior |
| -------------------------------------------- | ----------- | ----------------- |
| Czibor Guba Rudas Budai Mészáros Szigeti ög' | Jegyzőkönyv |                   |

| Üllői út, Budapest |

| 1948. október 14. |

| Ferencváros | 3 – 4 | Bp. Lokomotív |
| ----------- | ----- | ------------- |
| Szigeti     |       |               |

| Üllői út, Budapest |

| 1948. november 7. |

| AC Nitra | 3 – 6 | Ferencváros                 |
| -------- | ----- | --------------------------- |
|          |       | Czibor Szigeti Szabó Kocsis |

| Nyitra |

| 1949. január 2. |

| Ferencváros | 2 – 6 | Újpest |
| ----------- | ----- | ------ |
| Deák        |       |        |

| Üllői út, Budapest |

| 1949. április 17. |

| Ferencváros                   | 8 – 3       | Slavia Praha |
| ----------------------------- | ----------- | ------------ |
| Deák Kocsis Horváth Budai ög' | Jegyzőkönyv |              |

| Üllői út, Budapest |

| 1949. április 18. |

| Ferencváros    | 4 – 0       | Sparta Praha |
| -------------- | ----------- | ------------ |
| Deák Rudas ög' | Jegyzőkönyv |              |

| Üllői út, Budapest |

| 1949. június 5. |

| MTK | 2 – 5       | Ferencváros |
| --- | ----------- | ----------- |
|     | Jegyzőkönyv | Deák Czibor |

| Megyeri út, Újpest |

| 1949. június 6. |

| Ferencváros              | 4 – 3       | Újpest |
| ------------------------ | ----------- | ------ |
| Czibor Deák Rudas Kocsis | Jegyzőkönyv |        |

| Üllői út, Budapest |

| 1949. július 12. |

| Ferencváros | 1 – 0 | Sokol Svit Gottwaldov |
| ----------- | ----- | --------------------- |
| Deák        |       |                       |

| Üllői út, Budapest |

| 1949. július 14. |

| Nové Zámky | 0 – 11 | Ferencváros                           |
| ---------- | ------ | ------------------------------------- |
|            |        | Kocsis Deák Mészáros Budai Czibor ög' |

| Érsekújvár |

| 1949. július 16. |

| Sokol Piestany | 3 – 8 | Ferencváros                          |
| -------------- | ----- | ------------------------------------ |
|                |       | Szigeti Budai Tihanyi Horváth Kocsis |

| Pöstyén |

| 1949. július 17. |

| Skoda Viktoria Plzen | 2 – 4 | Ferencváros   |
| -------------------- | ----- | ------------- |
|                      |       | Kocsis Dékány |

| Pöstyén |

| 1949. július 20. |

| AC Nitra | 0 – 3 | Ferencváros       |
| -------- | ----- | ----------------- |
|          |       | Kocsis Deák Budai |

| Nyitra |

| 1949. július 23. |

| Slovena Trencin | 1 – 6 | Ferencváros                      |
| --------------- | ----- | -------------------------------- |
|                 |       | Kocsis Deák Budai Mészáros Henni |

| Trencsén |

| 1949. július 24. |

| Sokol Svit Gottwaldov | 1 – 5 | Ferencváros                       |
| --------------------- | ----- | --------------------------------- |
|                       |       | Tihanyi Deák Rudas Mészáros Budai |

| Galánta |

## Külső hivatkozások
- A csapat hivatalos honlapja (magyarul)
- Az 1948–1949-es szezon menetrendje a tempofradi.hu-n (magyarul)